# 鬼追人 (1979年電影)
《鬼追人》（英語：Phantasm）是一部1979年美国科學奇幻恐怖電影，由唐·科斯卡雷利（Don Coscarelli）担任导演、编剧、摄影和剪辑，也是《鬼追人》系列的第一部作品。影片讲述超自然的邪恶殡仪师“高个子”将地球上的死者变成侏儒喪屍后送往自己的星球当奴隶，少年迈克说服哥哥乔迪及其好友雷吉共同对抗威胁的故事。
《鬼追人》是一部在當地融资的獨立電影，演员和工作人员大多是业余人士或有抱负的电影人。虽然该片最初因其梦幻般的、超现实的叙事和画面风格而受到褒贬不一的评价，但后来逐渐受到认可，成为邪典经典。该片被列入多个影评人的最佳恐怖片榜单，也被认为影响了后来的许多恐怖电影系列。电影共推出了四部续集。

## 剧情
在晨光公墓，年轻男子汤米在与神秘女子“薰衣草女士”发生关系时被刺杀，随后发现该女子竟然是当地的殡仪师——即高个子——伪装的超自然存在。在汤米的葬礼上，朋友乔迪和雷吉认为他是自杀的。但乔迪13岁的弟弟迈克偷偷观察葬礼，惊讶地看到高个子不费吹灰之力便将沉重的棺材抬回灵车，而没有将其埋葬。迈克前往一位算命师那里诉说自己的见闻。算命师让他把手伸进一个盒子里，起初他感觉手被什么东西抓住了，但当她告诉他“不要害怕”后，他发现手毫发无损。
之后，乔迪在墓地里被薰衣草女士勾引发生关系，但迈克偷偷跟踪乔迪，却被一个身形矮小、戴着兜帽的神秘生物吓出藏身之处。迈克试图告诉乔迪自己的发现，但乔迪不相信他。迈克随后在陵墓内被银色飞球追击，还被一名守墓人拦截，但飞球刺穿了守墓人的头部，将他杀死。迈克逃跑时关上门，高个子的手指被夹断，但仍在蠕动，并流出黄色体液。迈克带走了一根手指逃出陵墓。
乔迪看到这根仍然在动的手指后，终于相信了迈克的说法。但在乔迪准备带着手指去找警长的时候，手指变成了一只飞虫并袭击他们。雷吉目睹这一幕后，也加入了兄弟二人的队伍。乔迪独自前往墓地，却遭到一群侏儒生物和一辆无人驾驶的灵车追杀。他最终被迈克开车救走，并成功将灵车撞毁。他们发现开车的是汤米的尸体，被复活并缩小成侏儒，于是将其藏在雷吉的冰淇淋车里。
雷吉和乔迪决定联手消灭高个子，而迈克则被送往乔迪朋友莎莉和苏开的古董店躲避。在店里，迈克发现了一张高个子早年的老照片，感到不安，要求立刻回家。在回家途中，迈克、莎莉和苏发现雷吉的冰淇淋车翻倒在路边，随后他们被一群戴兜帽的侏儒袭击。迈克设法逃脱，但莎莉、苏和雷吉下落不明，生死未卜。
乔迪决定进入陵墓杀死高个子，将迈克锁在家里。但迈克设法逃出，却在门外遭遇了高个子，被他绑架进灵车。迈克最终逃脱，让灵车撞上电线杆爆炸。迈克在陵墓里与乔迪汇合，躲避银色飞球的攻击，最终乔迪用猎枪摧毁了飞球。他们与雷吉会合，发现一间明亮的房间，里面放满了装着侏儒的罐子。迈克透过传送门短暂地看到一个炽热的红色星球，侏儒们在那儿被奴役劳作。
这时突然停电，导致三人失散。独自留在房间里的雷吉意外激活了传送门，引发了强大的吸力，好在侥幸逃脱。在混乱中，雷吉被薰衣草女士刺伤，乔迪和迈克设法逃离，陵墓随之消失。乔迪想出了一个计划，要将高个子引入废弃矿井活埋。最终，高个子在追捕迈克时掉入矿井，被石块掩埋。
迈克随后在家中醒来，发现雷吉还活着，但乔迪其实在一周前的一场车祸中去世。雷吉安慰迈克，称他之前经历的一切只是因悲伤而产生的噩梦，提议带他去旅行散心。当迈克回房间收拾行李时，高个子突然出现，镜子里伸出的手将迈克拖入黑暗……

## 演员
- 安格斯·斯克里姆（Angus Scrimm） 饰 高个子（The Tall Man）

在拍摄前一部电影时，导演唐·科斯卡雷利曾被斯克里姆的气场震慑，因此决定让他扮演反派角色。起初，斯克里姆对这个角色沒有太多的投入，但随着导演对他本能的信任增加，他逐渐发挥了更大的影响力。为了让斯克里姆显得更高、更瘦，他被要求穿增高鞋，穿上比自己尺码更小的西装。科斯卡雷利评价斯克里姆的表现时说：“我当时完全没有想到他会把这个角色塑造到如此高度……但我很快意识到，他将成为一个极具震撼力的角色。”
- A·迈克尔·鲍德温（A. Michael Baldwin） 饰 迈克·皮尔森（Mike Pearson）

科斯卡雷利认为，本片能经久不衰的主要原因之一在于年轻观众对迈克冒险故事的共鸣。两人此前合作过，科斯卡雷利特意为鲍德温量身打造了这个角色。
- 比尔·索恩伯里（Bill Thornbury） 饰 乔迪·皮尔森（Jody Pearson）

乔迪是迈克的哥哥，在父母去世后成为他的监护人。然而，乔迪曾向朋友们坦白，自己对这份责任感到不安。
- 雷吉·班尼斯特（Reggie Bannister） 饰 雷吉（Reggie）

导演以好友雷吉·班尼斯特为原型，专门为他打造了这个角色。此后，他们又对角色进行了多方面的调整，雷吉被设定为“普通人”形象，同时也是一个忠诚的朋友，在影片中担当喜剧元素。
- 凯茜·莱斯特（Kathy Lester） 饰 薰衣草女士（Lady in Lavender）

高个子在片中伪装成薰衣草女士，用美色诱惑杀害汤米（乔迪的朋友）。演员劳拉·曼恩（Laura Mann）曾在片中担任凯茜·莱斯特的替身，在片尾字幕中被标注为“双生薰衣草”（Double Lavender）。
- 比尔·科恩（Bill Cone） 饰 汤米（Tommy）
- 玛丽·艾伦·肖（Mary Ellen Shaw） 饰 算命师（The Fortune-Teller）
- 泰瑞·卡尔布斯（Terrie Kalbus） 饰 算命师的孙女
- 林恩·伊斯特曼（Lynn Eastman） 饰 莎莉（Sally）

## 引用文献
- Baldassarre, Angela. . Guernica Editions. 1999: 49. ISBN 978-1-550-71094-6.
- Chess, Shira; Newsom, Eric. . Palgrave Macmillan US. 2014. ISBN 978-1-137-49113-8.
- Hennessey, Cristopher; McCarty, Michael. . . Rockville, Maryland: Wildside Press. 2005. ISBN 978-7-770-04706-0.
- Muir, John Kenneth. . McFarland. 2002. ISBN 978-0-786-49156-8.
- Newman, Kim. . Bloomsbury Publishing. 2011. ISBN 978-1-408-81750-6.